# Veronica Clifford
Veronica Clifford, född 14 oktober 1944, är en skotsk skådespelare.
Clifford har varit med i ett antal mindre roller i TV-filmer. Hon spelade Myrtle Snap i ett avsnitt av Jeeves and Wooster, och hon spelade Mrs Mason i Harry Potter och Hemligheternas kammare.